# Habershonia thalia
Habershonia thalia là một loài bướm đêm trong họ Noctuidae.